# Plage de Jaz
La Plage de Jaz (en serbe cyrillique Плажа Јаз) est une plage de galets de la municipalité de Budva au Monténégro, à 2,5 km à l'ouest de Budva. Située sur la Riviera de Budva, elle est l'une des plus grandes plages du Monténégro.
La plage se compose de deux parties : une de 400 m et l'autre de 200 m de long. La plus courte était autrefois une plage nudiste. Il y a un camping le long du long tronçon (environ 2 000 emplacements).
Jaz est populaire comme lieu de bronzage et de camping, et est également connue internationalement comme lieu de concerts et d'événements ces dernières années.
Derrière la plage, de vastes espaces vierges sont destinés à être utilisés pour développer le secteur touristique au Monténégro (avec Buljarica, Velika Plaža et Ada Bojana).

## Sources
1. 1 2  Plaža Jaz svojom ljepotom osvaja srca turista, RTVBudva.me
2. ↑  Plaža Jaz je jedna od najljepših Crnogorskih plaža, poseidon-jaz.com